# 小行星996
小行星996（996 Hilaritas）是一颗围绕太阳公转的小行星。
該小行星以知足的拉丁語命名。

## 参数
这颗小行星的绝对星等为10.88等，自转周期为10.05小时。